# A Trip to Paramountown
A Trip to Paramountown is een Amerikaanse stomme film uit 1922, gemaakt onder toezicht van Jerome Beatty. In deze twintig minuten durende documentaire over het tienjarig bestaan van Paramount komen de sterren aan bod die indertijd onder contract stonden bij Famous Players-Lasky.

## Overzicht
A Trip to Paramountown is een promotionele kortfilm die bedoeld was om werknemers in de filmindustrie te laten zien in hun normale, alledaagse werkomgeving. De film werd uitgebracht na verschillende schandalen in de filmindustrie, zoals het proces tegen de komiek Roscoe Arbuckle, de dood van actrice Olive Thomas, de moord op regisseur William Desmond Taylor en de door drugs veroorzaakte ondergang van Wallace Reid.
Deze film beïnvloedde latere studiogerelateerde films zoals Hollywood (1923) van Paramount zelf, Souls for Sale (1923) van Goldwyn en Show People (1928) van MGM.
In 2007 verscheen de film als extra feature op een dvd-set met het vroege werk van Rudolph Valentino.

## Rolverdeling
Studiopersoneel, voornamelijk acteurs, verschijnen als zichzelf in cameo’s.
- T. Roy Barnes
- Alice Brady
- Betty Compson
- Dorothy Dalton
- Bebe Daniels
- Marion Davies
- William C. deMille
- Cecil B. DeMille
- George Fawcett
- Julia Faye
- Elsie Ferguson
- Wanda Hawley
- Jack Holt
- Leatrice Joy
- Lila Lee
- Walter Long
- Bert Lytell
- May McAvoy
- Thomas Meighan
- George Melford
- Mary Miles Minter
- Tom Moore
- Conrad Nagel
- Nita Naldi
- Anna Q. Nilsson
- Wallace Reid
- Theodore Roberts
- Milton Sills
- Gloria Swanson
- Rudolph Valentino